# Laissez-faire
Laissez-faire (Tự do Phóng nhiệm, Tự do kinh tế) là một lý thuyết trong kinh tế học chủ trương rằng chính phủ phải để cho doanh nghiệp trong nước được tự do hoạt động, mà không có những phương thức kiềm chế kinh tế như thuế má hoặc có những cơ sở độc quyền của chính phủ. Từ ngữ này trong tiếng Pháp có nghĩa là "để tự nhiên" hoặc "để tự do". Lý thuyết này ngược lại với lý thuyết kinh tế của xã hội chủ nghĩa.
Người đầu tiên dùng chữ "laissez-faire" là nhà chính khách Pháp René de Voyer (Hầu tước d'Argenson). Ông là một người chủ trương tự do kinh tế, và đã nói rằng: "Hãy để tự do, đó phải là khẩu hiệu của mọi chính quyền, từ khi thế giới văn minh được hình thành... Một nguyên lý đáng ghê tởm nói rằng chúng ta không thể tiến bộ trừ khi ta hạ bệ những người chung quanh! Không có gì ác hại và hiểm độc hơn nguyên lý đó, và nó đi ngược lại với quyền lợi chung. Hãy để tự do, Chúa ơi! Hãy để tự do!!"